# ザウルス
ザウルス (Zaurus) は、シャープ株式会社が日本国内および海外で製造・販売していた携帯情報端末（PDA）の製品名である。

## 概要
当初は電子手帳の発展型としてパソコン等との連携性は低かったが、のちに人気が出た結果この連携性を強化し、一時期の日本製PDAを代表する地位を築いた。「ザウルス」という愛称は、学名で「トカゲ」を意味する単語「サウルス」に由来し、力強さを表している。
日本国内向けの製品としては、1993年（平成5年）に発売された8ビットCPUとモノクロ液晶を使用した PI シリーズに始まり、32ビットRISC CPU とカラー（一部機種はモノクロ）液晶を使用した MI シリーズ、オペレーティングシステムにLinuxを採用したSLシリーズと、続々性能向上が図られている。ただし、シリーズ間の互換性は無く、全て他シリーズのソフトを動作させることはできない。
2002年11月に発売されたSL-C700には、製品として世界で初めてCG silicon システム液晶が使用された。
2004年11月に発売されたSL-C3000には、PDAとしては初めてハードディスクが内蔵された。
2008年12月13日に、2006年3月に発売されたモデルSL-C3200を最後に生産停止済と報道された。
スマートフォン時代を先取りしたかのような未来的なガジェットであったが、ザウルスの市場への投入はネットワーク環境やBluetoothなどの技術が整う前だったため、情報端末としてその後のスマートフォンの波に乗ることはできなかった。

## PIシリーズ
Appleと手書き認識技術の研究開発で協力し合い、AppleがNewton MessagePadを開発、シャープは「ザウルス」を開発した。発売当初の正式な商品名は「液晶ペンコム」であり、「ザウルス」は愛称に過ぎなかった。
同PIシリーズは電子手帳の延長として発展したもので、前身のPAの型番を持つ同社の電子手帳シリーズで培われた小型化技術が用いられている。
シャープはザウルスシリーズを立ち上げる前に、手書き・ペン操作可能な電子システム手帳 PV-F1 を発売していたが、128,000円と高価でサイズが大きかった為、商業的には振るわなかった。その反省に立ち、大きさ、重さ、価格を半分に、処理速度を2倍にするという目標を掲げ、PI-3000を開発した。そして計画通りに小型軽量化、低価格化を成し遂げ、「液晶ペンコム」として売り出すと、ビジネスマンを中心にそのコンセプトが受け入れられ、同社の定番商品の一つとして認知されるようになった。

### シリーズ共通の特徴
すべてタッチパネル付き反射型モノクロ液晶ディスプレイが採用されている。フロントライトは付属しない。解像度は239×168ピクセル、PI-8000のみ319×168ピクセルのワイド画面である。
CPUはメインにポケコンに用いられていた独自アーキテクチャの8ビットプロセッサESR-Lと、手書き文字認識用にZ80を使用している。Z80はタッチパネル制御と手書き文字認識のみを行い、これを区別することで全体の反応速度を向上させている。
ハードキーはなく、すべてスタイラス（ペン）によって画面に直接入力するか、表示領域外に配置されたショートカットキーを押すことで操作を行えるようになっている。手書き文字認識を採用しており、画面内の決められた枠内（画面下部の四つの枠）に文字や記号を書き込むことで入力を行える。かなを書き込んだ後に漢字変換を行うこともできる。また、ソフトウェアキーボードを使うこともできる。手書きメモやインクワープロなど、画面内の任意の領域に書いた軌跡をそのまま保存するアプリケーションも付属している。
外部機器とのデータのやり取りには、オプションポート4（主に同社の電子手帳）、オプションポート15（パソコンや携帯電話など）、光通信（赤外線通信）を用いる。光通信はASKのみであり、IrDAなど他の通信方式には対応していない。
同社の電子手帳用に開発されたICカードの一部を使うことができる（PI-7000を除く）。SRAMカードなどを用いることで他の機器とデータを共有できる。
アナログ電話回線に接続できるFAXモデムも使用可能である。PI-3000/4000シリーズはFAX通信のみ、PI-5000以降はデータ通信も可能。通信速度はデータ通信時2,400bps、FAX通信時9,600bps。PI-8000のみデータ通信時9,600bps、FAX通信時14.4kbps。別売りのPIAFSアダプタ使用の場合は32kbps。
電源は単4乾電池2本、バックアップ用にCR-2025 1個。

### ラインナップ
仕様は同社カタログによる。
- PI-3000
  - 初代「液晶ペンコム『ザウルス』」
  - 外付け型FAXモデム「CE-FM3-H」がオプションで用意されており、FAX送信が可能であった。
  - 発売日 1993年10月1日
  - 価格 65,000円
  - 記憶容量 288KB
  - サイズ 157mm×94.6mm×17.3mm、重量 250g（電池含む、以下同じ）
  - 1993年度グッドデザイン賞受賞[4]。
- PI-4000/4000FX
  - 型番「FX」は外付け型FAXモデムが付属する。以下同じ。
  - 発売日 1994年6月
  - 価格 PI-4000 75,000円、PI-4000FX 91,000円
  - 記憶容量 544KB
  - サイズ 157mm×94.6mm×17.3mm、重量 約250g（FAXモデム別）
  - 1993年度グッドデザイン賞受賞[5][6]。
- PI-5000/5000FX/5000DA
  - DAは携帯電話接続アダプタが付属。以下同じ。
  - 愛称「アクセスザウルス」。パソコン通信ソフトウェアが内蔵され、FAX送信に加えてパソコン通信も利用可能になった。
  - 以降の機種では「Add-in」と呼ばれる外部ソフトウェアが使える。
  - 発売日 1994年11月
  - 価格 PI-5000 82,000円、PI-5000FX 98,000円、PI-5000DA 141,000円
  - 記憶容量 1MB
  - サイズ 160.2mm×94.6mm×17.3mm、重量 約250g
- PI-4500
  - 発売日 1995年1月
  - 価格 68,000円
  - 記憶容量 544KB
  - サイズ 160.2mm×94.6mm×17.3mm、重量 約250g
- PI-6000/6000FX/6000DA
  - 発売日 PI-6000/6000FX 1995年8月、PI-6000DA 1995年11月
  - 価格 PI-6000 69,000円、PI-6000FX 85,000円、PI-6000DA 91,000円
  - 記憶容量 1MB
  - サイズ 147mm×87mm×17mm、重量 約195g
- PI-7000
  - ICカードスロットなし
  - FAXモデム内蔵
  - データ保存用フラッシュメモリ内蔵
  - 発売日 1996年2月
  - 価格 93,000円
  - 記憶容量 1MB/フラッシュメモリ 2MB
  - サイズ 147mm×87mm×17mm、重量 約200g
  - 1996年度グッドデザイン賞受賞[7]
- PI-6500[8]
  - 発売日 1996年11月
  - 価格 55,000円
  - 記憶容量 1MB
  - サイズ 147mm×87mm×17mm、重量 約195g
- PI-8000
  - FAXモデム内蔵
  - 本機のみワイド画面であり表示解像度が横に広い。
  - 価格 80,000円
  - 発売日 1997年1月
  - 記憶容量 1MB
  - サイズ 147mm×87mm×17mm、重量 約215g
  - 1997年度グッドデザイン賞受賞[9]
- PI-6600
  - 本体色シルバー
  - パソコン用PIMソフト「PowerPIMM Ver 2.0」、Microsoft Excelのデータを閲覧できる「パソコンビューアソフト」同梱
  - 発売日 1997年9月
  - 価格 オープン
  - 記憶容量 1MB
  - サイズ 147mm×87mm×17mm、重量 約195g

### 業務用（特定顧客向け）
特定顧客向けにPI-B304/B308がラインナップされている。型番はPIから始まるが、16ビットCPUとMS-DOSが採用される、C言語による開発環境が提供されるなど、他のザウルスシリーズとは一線を画す。
- 発売日 1995年10月
- CPU 16ビット（V30低消費電力版）
- OS MS-DOS
- 記憶容量 RAM 2MB、フラッシュメモリ B304 2MB/B308 6MB
- インターフェース オプションポート15、光通信（ASK・IrDA 1.0/1.1）、PCMCIA TypeII
- 画面 5.9型 480×320 反射型モノクロ液晶
- 電源 単4乾電池4本（バックアップ用CR2025 1個）
- サイズ 177mm×115mm×23mm、重量 397g

## MIシリーズ

### アウトライン
カラーザウルスMI-10に端を発する32ビット高機能PDA。PIシリーズとはソフト面での互換性はない。反射型液晶やLCフォントの搭載など「液晶のシャープ」をアピールする使命を帯びているようにも見える、シャープの特徴的な製品群だった。なお、MI-EX1のVGAポリシリコン液晶は東芝製である。

### オペレーティングシステム
オペレーティングシステム (OS) に、株式会社アックス製のXTALをカスタマイズしたシャープ独自のZaurusOSを採用し、CPUには日立SH-3プロセッサを搭載。初期の製品では60MHz程度のクロックで、後期の製品では120/133MHz（SH-3DSP）のクロックで駆動していた。
MIシリーズに採用されていたZaurusOSは、軽快に動作し、心地よい使い勝手を実現していた。
ZaurusOS上で動作するアプリケーションは、ROMに記録されている標準搭載のものとMoreソフトと呼ばれる追加搭載可能なものの二種類に分類できた。標準開発言語はC言語。
独自OSながらMS-DOS互換のファイルシステムを持っていた。標準搭載のアプリケーションはファイルという概念を意識させない作りになっていたが、ユーザー製のMoreソフトを使用すればファイルを直接編集・操作することができた。また、内部的にはマルチタスクを実現していた。ただしシェルやインタフェースはあくまでシングルユーザー・シングルタスクであり、PCやSL-Zaurusのように自由に好みのアプリケーションをスイッチできたわけではない。

### 系譜
MIシリーズ半ばで登場したMI-E1はそれまでのビジネスマン御用達マシン路線を改め、縦型ボディにフロントライト付き反射型カラー液晶・SD/CFデュアルスロット・キーボード内蔵・マルチメディア対応（MP3/MPEG4再生）と、高機能なPDAの標準的なスタイルとなったフォームファクタをはじめて実現した革新的なモデルだった。恐竜を背中に背負った人々が街中で同機を操りエンターテイメントする印象的なTV-CMにより話題となり、PDAに縁のなかった人々の関心も引き寄せた。
その後、MI-L1、MI-E21、MI-E25DCと進化したが、Linux化されたSL-A300の登場をもってMIシリーズの新機種発売にピリオドが打たれた。
コンシューマ向けMIシリーズの系譜は以下の通り。他にビジネスザウルスが存在する。

#### 初期モデル
- MI-10、10DC（カラーザウルス） - 5インチTFTカラー液晶（320×240ドット65,536色）、DCモデルはデジタルカメラカード同梱[10]。また、白黒のみながらキャノン(BJ-10V等)、エプソン(AP-700等)、NEC(PR-PR150n等)、などのプリンタに印字可能であった[11]。
  - 発売日 1996年6月25日[12]
  - 価格 MI-10 120,000円、MI-10DC 155,000円[12]
  - サイズ 175×104×30mm、重量 約490g[12]

#### 小型化・性能向上
- MI-504、506、506DC（パワーザウルス）- ハードウェア/OS高速化[13]。1997年度グッドデザイン賞受賞[14][15]
- MI-106、106M、110M（ポケットザウルス）- モノクロ液晶、パワーザウルス仕様
- MI-610、610DC（パワーザウルス）- フラッシュメモリ10MB

#### 新UI採用
- MI-310（ザウルスカラーポケット）- 世界初反射型カラー液晶搭載。最後の乾電池駆動モデル。

#### コンテンツ＆インターネット志向
- MI-P1、P2（ザウルスアイゲッティ）- ハードウェアキー/ボタン採用。1999年度グッドデザイン賞受賞[16]
- MI-EX1（ザウルスアイクルーズ）- VGA液晶搭載/動作用メモリ8MB
- MI-J1（辞書ザウルス）
- MI-C1（パワーザウルス）- 改良型反射型カラー液晶搭載
- MI-P10（ザウルスアイゲッティ）- パワーザウルス仕様アイゲッティ

#### eコンセプトZaurus（e-Zaurus）
- MI-E1（ザウルス） - 3.5インチ反射型TFTカラー液晶（240×320ドット65,536色）、ボディ/画面を縦型に変更、ハードウェア高速化、マルチメディア化
  - 発売日 2000年12月15日[17]
  - 価格 オープンプライス（実売価格 約50,000円前後）
  - サイズ 液晶保護カバー取り外し時	81.5×139.5×17mm、液晶保護カバー取り付け時	81.5×139.5×20mm[18]
  - 重量 液晶保護カバー取り外し時 約200g、液晶保護カバー取り付け時 約220g[18]
- MI-L1（ザウルス）- E1からフロントライトとマルチメディア機能を省略したビジネス志向。2001年度グッドデザイン賞受賞[19]
- MI-E21（ザウルス）- CPU高速化、Nancyコーデック対応
- MI-E25DC（ザウルス）- デジタルカメラ内蔵

## SLシリーズ

### アウトライン
海外版ザウルスに端を発するLinuxとJavaをベースとするPDA。PIシリーズ・MIシリーズとはソフト面での互換性はない。Linux搭載のザウルスであることから、「りなざう」と呼ばれることがある。

### アーキテクチャ
CPUにはARMアーキテクチャを採用し、OSにはPDA向けLinuxを採用する。
機種によりOSの名前は異なるが、初期のOSEmbedix Plus PDAが開発元の買収等を経て名前を変えていったものであり、実質同一ファミリーである。
SL-A300を除きCFスロットとSDスロットを各1個ずつ標準搭載する。SL-A300は標準でSDスロットのみで、SL-C3000/3100/3200は隠しCFスロットにハードディスクを搭載している。
また、SL-C860/SL-6000まで公式でオプションポート16を搭載する。SL-C1000/3000/3100はフラットな蓋で隠されている。
ユーザインタフェースにはGUIツールキットQtの組み込み用であるQtopiaを採用している。
QtではX11用のソフトが動かないが、pdaXrom、OpenZaurus、PocketWorkstation等の代替OSやQt上で動作するX/Qt Server等のX11サーバを用いる事でX11用のソフトも稼動する。これによりOpenOffice.org等のPC-Linux用ソフトを利用する事も可能である。

### 歴史

#### 前史
- 1984年 ユナイテッドシステムエンジニア社が設立される
- 1999年 モトローラ社の半導体部門がMetrowerks社を取得
- 1999年 Lineo社がユナイテッドシステムエンジニア社を取得
- 1999年 ユナイテッドシステムエンジニア社が株式会社リネオ(Lineo Japan社)に改名

#### 本史
- 2001年11月 シャープがSL-5000Dを開発者向けに発売。OSはLineo（英語版）社のEmbedixを使っている。
- 2002年3月 シャープがZaurus SL-5500を海外で発売
- 2002年4月 Embedix社がLineo社と株式会社リネオ(Lineo Japan社)を再合併
- 2002年8月 一般向けとして最初の機種にあたるSL-A300の国内販売開始
- 2002年10月 Embedix社からマネジメント・バイアウトにより株式会社リネオ(Lineo Japan社)が独立、Lineoブランドを継承
- 2002年12月 Metrowerks社がEmbedix社のLinux部門を買収
- 2003年ごろ Metrowerks社がEmbedixをOpenPDAへ改名
- 2003年2月 株式会社リネオがリネオ ソリョーションズ社へ改名
- 2003年 Motorola社の半導体部門がスピンオフしてFreescale社に分離
- 2005年 Freescale社がMetrowerksの名前を廃止
- 2005年 シャープがSL-C3000を発売。この型からOSにリネオ ソリョーションズ社のLineo uLinuxが使われている。
- 2006年3月 シャープが最後のZaurusにあたるSL-C3200を発売、その後新製品の開発は行われず
- 2006年6月ごろ インテルがマーベル・テクノロジー・グループへXScale周りの事業を譲渡

#### 後史
- 2009年9月 - シャープがNetWalkerを発売。CPUはFreescale社のi.MX515であり、OSはUbuntuをカスタマイズしたものを使っている。ラインナップの内、PC-T1モデルのみ手書き入力機能を有し[20]、他モデルについては一切無い。
- 2019年10月22日 - シャープが電子ノート WG-PN1を発売。手書きメモに特化・強化した携帯情報端末であり、低価格および視認性を重視し、白黒液晶表示となっている。

### 初期モデル
SLザウルスは当初、海外のみでの展開だった。開発環境としてはJavaおよびクロスコンパイラが用意された。
これらの機種においてフラッシュメモリはOS格納用の領域である。ユーザーデータはRAMに格納されるためバッテリが切れるとデータが消える。
| 機種名           | SL-5000D                               | SL-5500                          |
| ---------------- | -------------------------------------- | -------------------------------- |
| コンセプトなど   | 海外版ザウルス。開発者向けバージョン。 | 海外版ザウルス。通常バージョン。 |
| 筐体             | MI-E21と同じ筐体                       | SL-5500と類似の筐体              |
| キーボード       | 格納式のキーボード                     | 同左                             |
| OS               | Embedix Plus PDA                       | 同左                             |
| JavaVM           |                                        |                                  |
| CPU              | Intel StrongARM SA1110                 | Intel StrongARM SA1110 206MHz    |
| フラッシュメモリ | 16MB                                   | 同左                             |
| DRAM             | 32MB                                   | 64MB                             |
| 画面             | 240×320pixcel 縦型3.5インチ液晶        | 同左                             |
| その他           |                                        |                                  |

### 国内展開初期
国内展開初期はPocket PCやPalmの市場と競合する構成になっていた。これはMIシリーズとの競合を避けるためと推測される。
SL-A300ではフラッシュメモリはOS格納用の領域である。ユーザーデータはRAMに格納されるためバッテリが切れるとデータが消える。
| 機種名           | SL-A300                                                                                |
| ---------------- | -------------------------------------------------------------------------------------- |
| コンセプトなど   |                                                                                        |
| 筐体             | 新規開発された筐体                                                                     |
| キーボード       | キーボードなし。方向キーと4つの操作ボタンを持つ。                                      |
| OS               | Embedix                                                                                |
| JavaVM           | Jeode                                                                                  |
| CPU              | Intel XScale PXA210 200MHz                                                             |
| フラッシュメモリ | 16MB                                                                                   |
| DRAM             | 64MB                                                                                   |
| 画面             | 240×320pixcel 縦型3.5インチ液晶                                                        |
| その他           | オプションのコミュニケーションアダプター（CE-JC1）を使用する事でCFスロットを増設可能。 |

### 国内展開本格化
国内でもMIザウルスに競合するSLザウルスが投入された。
これ以降はユーザーデータはフラッシュメモリに書き込まれ、RAMはワーク専用になった。
| 機種名           | SL-B500                         | SL-C700                                                                                                |
| ---------------- | ------------------------------- | --- |
| コンセプトなど   |                                 | |
| 筐体             | SL-5500と類似の筐体             | 新設計のクラムシェル型筐体                                                                             |
| キーボード       | 格納式のキーボード              | ミニキーボード                                                                                         |
| OS               | Embedix                         | 同左                                                                                                   |
| JavaVM           | Jeode                           | 同左                                                                                                   |
| CPU              | Intel XScale PXA250 400MHz      | 同左                                                                                                   |
| フラッシュメモリ | 64MB                            | 同左                                                                                                   |
| DRAM             | 32MB                            | 同左                                                                                                   |
| 画面             | 240×320pixcel 縦型3.5インチ液晶 | 640×480pixcel 3.7インチ液晶                                                                            |
| その他           |                                 | 液晶パネルは回転可能で、回転後閉じるとビュースタイルとなる。 世界初のCG silicon システム液晶搭載製品。 |

### 海外第2世代
SL-B500と同等のハードウェアスペックをもつ海外版。
| 機種名           | SL-5600                        |
| ---------------- | ------------------------------ |
| コンセプトなど   |                                |
| 筐体             | SL-5500と類似の筐体            |
| キーボード       | 格納式のキーボード             |
| OS               | Embedix                        |
| JavaVM           |                                |
| CPU              | Intel XScale PXA250 400MHz     |
| フラッシュメモリ | 64MB                           |
| DRAM             | 32MB                           |
| 画面             | 240×320pixel 縦型3.5インチ液晶 |
| その他           |                                |

### 国内第2世代
OSがOpenPDAに、JavaVMがCVMに変更された国内第2世代機種。
| 機種名           | SL-C750                           | SL-C760                      | SL-C860                                                  |
| ---------------- | --------------------------------- | ---------------------------- | -------------------------------------------------------- |
| コンセプトなど   |                                   |                              |                                                          |
| 筐体             | SL-C700のクラムシェル型筐体を改訂 | 同左                         | 同左                                                     |
| キーボード       | ミニキーボード                    | 同左                         | 同左                                                     |
| OS               | OpenPDA                           | 同左                         | 同左                                                     |
| JavaVM           | CVM                               | 同左                         | 同左                                                     |
| CPU              | Intel XScale PXA255 400MHz        | 同左                         | 同左                                                     |
| フラッシュメモリ | 64MB                              | 128MB                        | 同左                                                     |
| DRAM             | 64MB                              | 同左                         | 同左                                                     |
| 画面             | 640×480pixcel 3.7インチ液晶       | 同左                         | 同左                                                     |
| その他           | 2003年度グッドデザイン賞受賞      | 2003年度グッドデザイン賞受賞 | SL-C760に翻訳ソフト、USBストレージ機能を追加したモデル。 |

### 国内業務用・海外第3世代
無線LANやBluetooth等を搭載したモデルもある。
オプションのCF拡張アダプターを利用する事でCFスロットの増設とバッテリの増強が可能。
| 機種名                | SL-6000N                   | SL-6000L | SL-6000W |
| --------------------- | -------------------------- | -------- | -------- |
| コンセプトなど        |                            |          |          |
| 筐体                  | 新設計の縦型筐体           | 同左     | 同左     |
| キーボード            | 格納式のキーボード         | 同左     | 同左     |
| OS                    | OpenPDA                    | 同左     | 同左     |
| JavaVM                | CVM                        | 同左     | 同左     |
| CPU                   | Intel XScale PXA255 400MHz | 同左     | 同左     |
| フラッシュメモリ      | 64MB                       | 同左     | 同左     |
| DRAM                  | 64MB                       | 同左     | 同左     |
| 画面                  | 640×480pixcel 4インチ液晶  | 同左     | 同左     |
| Bluetooth Ver1.1      |                            |          | ○        |
| 無線LAN(IEEE 802.11b) |                            | ○        | ○        |
| その他                |                            |          |          |

### 国内第3世代
OSをLineo uLinuxに変更しJavaVM標準搭載をやめた国内第3世代。
メイン基板にCFスロット2個を持ち（うち1個は隠しスロット）、CFタイプのハードディスクを搭載可能である。
非公式ながらUSBホスト機能を搭載している。
| 機種名           | SL-C3000                                                                        | SL-C1000                                                                  | SL-C3100                                             | SL-C3200 |
| ---------------- | ------------------------------------------------------------------------------- | ------------------------------------------------------------------------- | ---------------------------------------------------- | --- |
| コンセプトなど   | 初代HDD搭載ザウルス                                                             | 即戦力ザウルス                                                            | コンテンツザウルス                                   | すきま時間を、活きた時間に。 仕事も、スキルも、ザウルスで差をつけろ |
| 筐体             | 新規設計のクラムシェル型筐体                                                    | 同左                                                                      | 同左                                                 | 同左 |
| キーボード       | ミニキーボード                                                                  | 同左                                                                      | 同左                                                 | 同左 |
| OS               | Lineo uLinux                                                                    | 同左                                                                      | 同左                                                 | 同左 |
| CPU              | Intel XScale PXA270 416MHz                                                      | 同左                                                                      | 同左                                                 | 同左 |
| フラッシュメモリ | 16MB                                                                            | 128MB                                                                     | 同左                                                 | 同左 |
| HDD容量          | 4GB                                                                             | なし                                                                      | 4GB                                                  | 6GB |
| HDD種別          | 日立GST製のマイクロドライブ                                                     | -                                                                         | 日立GST製のマイクロドライブ                          | 同左 |
| DRAM             | 64MB                                                                            | 同左                                                                      | 同左                                                 | 同左 |
| 画面             | 640×480pixel 3.7インチ液晶                                                      | 同左                                                                      | 同左                                                 | 同左 |
| その他           | アプリケーションをHDDに入れた事によりアプリケーション起動時のレスポンスが悪い。 | 隠しCFスロット自体が実装されておらず、後からHDDを搭載することは出来ない。 | 辞典、地図、電子文庫などのコンテンツを満載したモデル | 英会話コンテンツが増え、電子文庫コンテンツが減った。 地図ソフトのバージョンが上がり、広域表示が1段階増え、乗換案内との連携が可能になった。 英文読み上げソフトが新たに追加された。 |

## OEMおよびOS乗せ変えモデル
SL-6000シリーズにPocketPC 2003を搭載したモデル。
- HC-6000N（シャープシステムプロダクト）
- FLORA-ie MX1（日立製作所）